# 셸레피하역 (모스크바 중앙 순환선)
셸레피하역(러시아어: Шелепиха)은 모스크바 지하철 모스크바 중앙 순환선의 역이다.

## 구조
셸레피하 역은 2면 2선의 상대식 승강장 구조이다.

## 환승
셸레피하 역에서는 볼샤야 콜체바야 선과 칼리닌스코 솔른쳅스카야 선의 셸레피하 역으로 환승이 가능하다.

## 사진

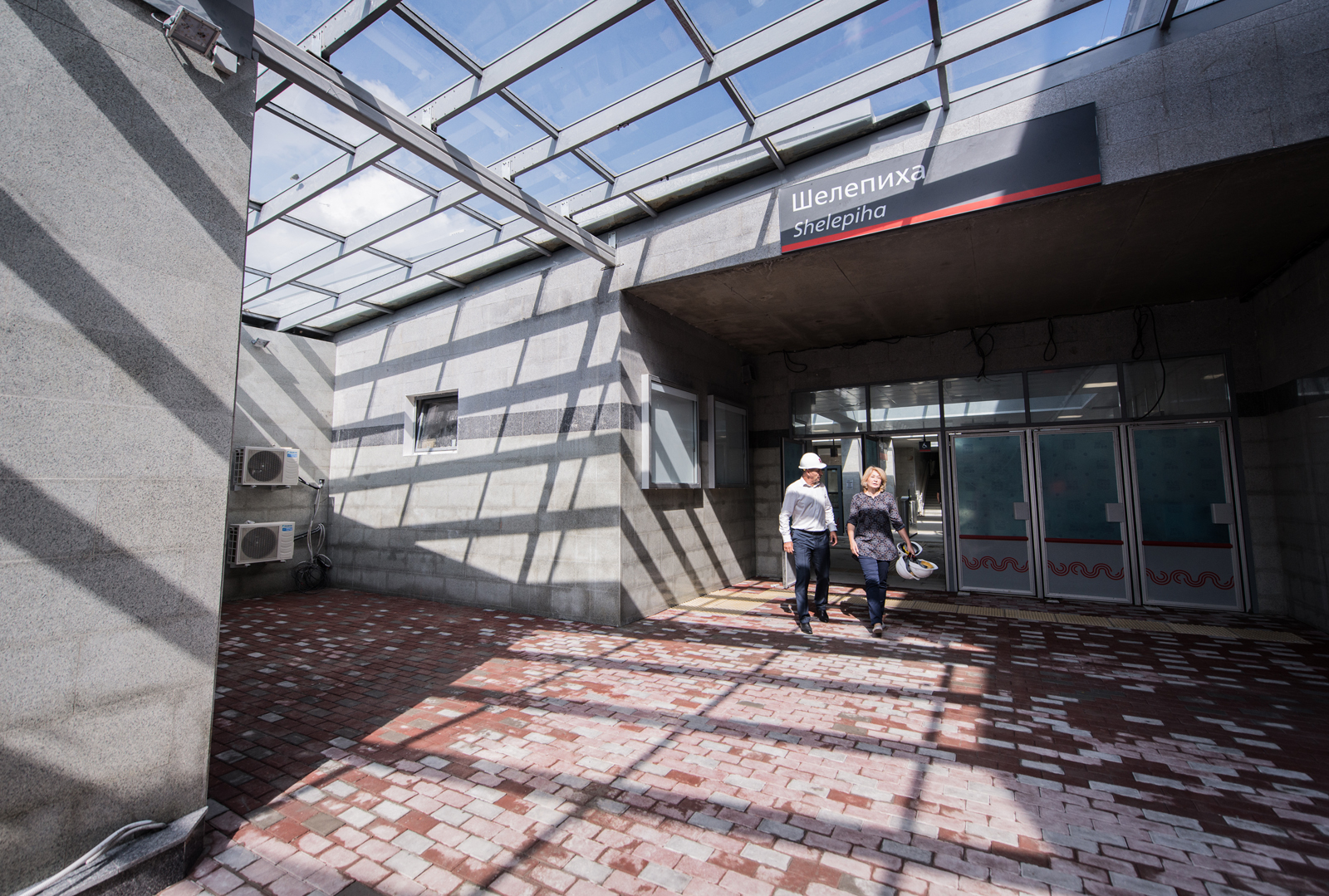
2번 출입구
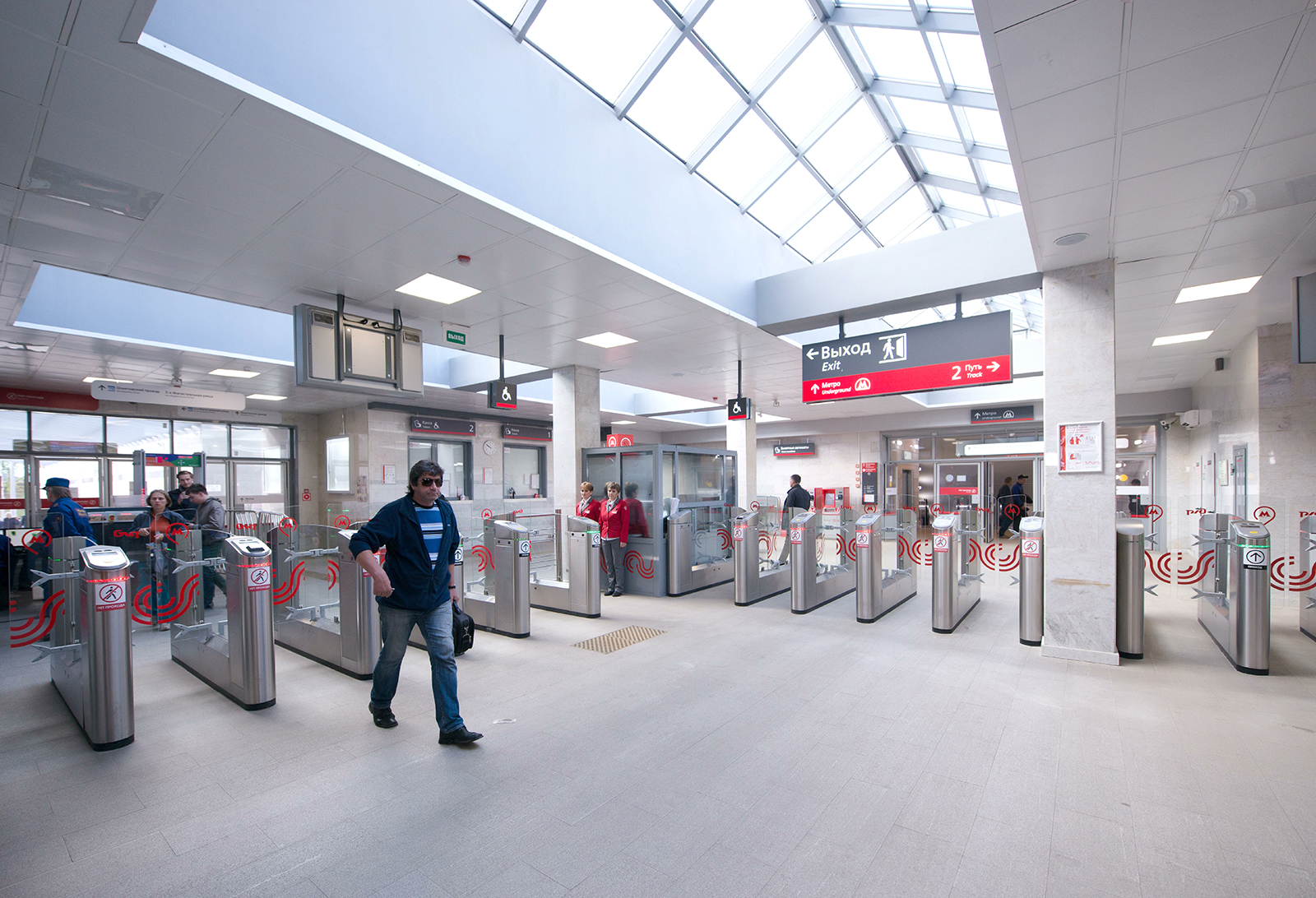
게이트